# Gonocausta
Gonocausta là một chi bướm đêm thuộc họ Crambidae.